# Anti-Normal
Anti-Normal（アンチノーマル）は、日本のARスポーツ「HADO」の公認チーム。

## 概要
Anti-Normalは「普通を否定する」というコンセプトを掲げ、かつて北海道小樽市に存在した『 HADO ARENA HUNTER'S 北海道 』にて結成されたチームである。
チームのロゴは、ささぴよ（S4S4P1Y0）氏が手がけている。DIRECTやNorthTuberのロゴもささぴよ氏が手がけていることから兄弟チームとして扱われることもある。（両チームとも現在は活動休止中）
メンバーを全員をまとめて別名『ロック兄弟』とも呼ぶ。
また、ishi_Rock×MiziU_Rockのツートップのことを『ロックツーバースト』と呼ぶこともある。

## 結成
リーダーのishi_RockとMiziU_Rockを中心に活動を開始。2名がHADOアカデミーを卒業の際にon_Rockを迎え入れ、正式に公認チームとして活動を開始した。
2023年01月21日にkaito-Rockがチームに加入し、現在の4人体制となった。

## メンバー
- ishi_Rock - リーダー兼アタッカー。チーム全体をまとめる存在であり、冷静な判断と堅実なプレイが持ち味。名言「勝ちに行くなら迷う時間すらも無駄」などでも知られる。#いしろっく飯 も人気を博している。 マラソンを趣味にしており、幅広く運動を行っている。担当カラーはピンク。
- MiziU_Rock -　オールラウンダー。柔軟な立ち回りと、SNSでの発信など幅広い活動を行っている。#みじゅろっく飯 も人気で固定ファンもついている。名言『マヨネーズは飲み物』も界隈では有名。 マラソンを趣味にしており、幅広く運動を行っている。担当カラーは黄色。
- on_Rock - タンク。試合中の特徴的な動きから「スイッチオンロック」というチーム内用語が生まれた。ノリと勢いを座右の銘として、勢いがない人はシャバい人間と罵られることもある。担当カラーは赤。
- kaito-Rock - 追加戦士。初期メンバーは名前の後に_Rockと付くが、kaito-Rockはハイフンとなっている。（かいとーろっく、怪盗）と読ませる。担当カラーは黒。